# Barbara Constantine
Barbara Constantine est une écrivaine française, née en 1955 à Nice (Alpes-Maritimes).

## Biographie
Barbara Constantine est scripte pour le cinéma et la télévision (Eurosport News). Depuis, elle écrit des romans (tous publiés aux éditions Calmann-Lévy). Et puis, Paulette est traduit en 22 langues.

## Publications
- Allumer le chat, Calmann-Levy, 2007 ; Points, 2008  (ISBN 978-2-7578-0572-5)
- A Mélie, sans mélo, 2008, Calmann-Levy  (ISBN 978-2-7021-3922-6) et Le Livre de poche, 2009  (ISBN 978-2-253-12905-9)
- Tom, Petit Tom, Tout Petit Homme, Tom, 2010, Calmann-Levy,  (ISBN 978-2-7021-4063-5) et Le Livre de poche, 2011   (ISBN 978-2-253-15773-1)
- Voisins, voisines et Jules le chat, 2011, Rageot (roman jeunesse)  (ISBN 978-2-7002-3804-4)
- Et puis, Paulette…, 2012, Calmann-Levy  (ISBN 978-2-7021-4278-3) et Le Livre de poche, 2013  (ISBN 978-2-253-16863-8)
- Petits portraits de très grandes personnes, 2017, Calmann-Levy  (ISBN 978-2-7021-6147-0)

## Récompenses
- Prix Charles-Exbrayat 2010 pour Tom, Petit Tom, Tout Petit Homme, Tom
- Prix Marguerite-Audoux 2013 pour Et puis, Paulette...
- « Choix » 2013 pour Et puis, Paulette... au Livre de Poche